# Маризи-Сен-Мар
Маризи-Сен-Мар (фр. Marizy-Saint-Mard) — коммуна во Франции, находится в регионе О-де-Франс. Департамент коммуны — Эна. Входит в состав кантона Виллер-Котре. Округ коммуны — Суасон.
Код INSEE коммуны — 02467.

## Население
Население коммуны на 2010 год составляло 59 человек.
| 1962 | 1968 | 1975 | 1982 | 1990 | 1999 | 2010 |
| ---- | ---- | ---- | ---- | ---- | ---- | ---- |
| 78   | 90   | 53   | 34   | 49   | 55   | 59   |

## Экономика
В 2010 году среди 38 человек трудоспособного возраста (15—64 лет) 29 были экономически активными, 9 — неактивными (показатель активности — 76,3 %, в 1999 году было 61,3 %). Из 29 активных жителей работали 26 человек (15 мужчин и 11 женщин), безработных было 3 (1 мужчина и 2 женщины). Среди 9 неактивных 5 человек были учениками или студентами, 1 — пенсионером, 3 были неактивными по другим причинам.